# Мими Мияджи
Мими Мияджи (на английски: Mimi Miyagi) е артистичен псевдоним на американската порнографска актриса от филипински произход Мелъди Дамайо (Melody Damayo), родена на 3 юли 1973 г. в град Давао, Филипини.
През 2006 г. се кандидатира за губернатор на щата Невада и обявява, че напуска порнобизнеса. След като губи вота отново започва да се снима в порнофилми.
Поставена е на 12-о място в класацията на списание „Комплекс“ – „Топ 50 на най-горещите азиатски порнозвезди за всички времена“, публикувана през септември 2011 г.